# Crkva sv. Jure u Kokorićima
Crkva sv. Jure u selu Kokorićima, područje Grada Vrgorca, zaštićeno kulturno dobro.

## Opis dobra
Crkva sv. Jure u Kokorićima jednobrodna je građevina, pravokutnog tlocrta s pravokutnom apsidom, orijentirana istok-zapad. U crkvi se nalaze tri oltara te slika Filippa Naldia koja prikazuje svetog Juru i dva svetačka lika. Oko crkve je groblje koje je vjerojatno nastalo tijekom 17. i 18. stoljeća s tim da su neki ukopi možda i raniji. Sagrađena je krajem 17. stoljeća ili početkom 18. stoljeća.

## Zaštita
Pod oznakom Z-4006 zavedena je kao nepokretno kulturno dobro - pojedinačno, pravna statusa zaštićena kulturnog dobra, klasificirano kao "sakralna graditeljska baština".